# Gumersindo de Azcárate
Gumersindo de Azcárate y Menéndez (León, 13 de enero de 1840 – Madrid, 15 de diciembre de 1917) fue un jurista, historiador, catedrático y político krausista español. Fue tío del diplomático Pablo de Azcárate.

## Biografía
Hijo de Patricio de Azcárate Corral y Justa Menéndez Morán, cursó los primeros estudios en León. Empezó a estudiar Derecho en Oviedo aunque posteriormente se trasladó a Madrid, donde obtuvo la licenciatura (1862). Se doctoró con una tesis titulada Juicio crítico de la Ley 61 de Toro (acerca de una ley de 1505). Julián Sanz del Río ejerció una influencia decisiva en su formación, sobre todo por medio del krausismo. Se casó en primeras nupcias con Emilia Innerarity y, en segundas, con María Benita Álvarez Martínez.
Fue letrado de la Dirección General de los Registros y, a partir de 1873, se dedicó con exclusividad a la carrera universitaria, donde ocupó la cátedra de Economía Política y Estadística.
En 1875 fue expulsado de la Universidad por el ministro Manuel Orovio Echagüe, debido a su defensa de la libertad de cátedra a raíz de la segunda cuestión universitaria, junto a Francisco Giner de los Ríos, Nicolás Salmerón, Emilio Castelar y otros catedráticos de la Universidad Central de Madrid.  Fue uno de los fundadores de la Institución Libre de Enseñanza en 1876. A partir de 1881, fue reintegrado a la actividad universitaria, pero hubo de enseñar otras disciplinas: Historia General del Derecho Español, Instituciones del Derecho Privado y, finalmente, Legislación Comparada.
Fue, asimismo, miembro del Consejo de Instrucción Pública, vicepresidente de la Junta para Ampliación de Estudios y primer presidente del Instituto de Reformas Sociales —institución creada por Real Orden de 23 de abril de 1903 y cuya presidencia ejerció durante catorce años hasta su muerte en 1917—, miembro de la Real Academia de la Historia, fundador junto a Francisco Fernández-Blanco y Sierra-Pambley, Francisco Giner de los Ríos y Manuel Bartolomé Cossío, de la Fundación Sierra-Pambley, de cuyo patronato fue presidente hasta su muerte.
De ideología republicana desde 1873, Gumersindo de Azcárate fue elegido en 1886, por primera vez, diputado por León, circunscripción a la que seguirá representando hasta las elecciones de 1917. En 1887 Gumersindo de Azcárate figura en la "Lista de los autores encargados de la redacción del Diccionario Enciclopédico Hispano-Americano por Sociología y Política".
Fue el impulsor de la Ley de 23 de julio de 1908 (conocida como Ley Azcárate o «Ley de Represión de la Usura»), ley aún vigente en España. La idea fundamental de dicha norma era evitar las condiciones leoninas que los usureros imponían, y lograr una mayor protección del usuario. Entre sus elementos básicos, el artículo 1º establece que «Será nulo todo contrato de préstamo en que se estipule un interés notablemente superior al normal del dinero y manifiestamente desproporcionado con las circunstancias del caso o en condiciones tales que resulte aquel leonino, habiendo motivos para estimar que ha sido aceptado por el prestatario a causa de su situación angustiosa, de su inexperiencia o de lo limitado de sus facultades mentales». El Tribunal Supremo de 1908 entendía que cualquier acción de nulidad no era pública y solo esta al favor del contratante perjudicado. 
Falleció en la madrugada del 15 de diciembre de 1917. Dos días antes había sufrido un ataque cerebral mientras se celebraba una reunión del Instituto de Reformas Sociales.
Su biblioteca, donada a la Fundación Sierra-Pambley por sus sobrinos herederos, fue el origen de la Biblioteca Azcárate de León.

## Obras
Sus obras principales son: Estudios económicos y sociales (1876), El self-government y la Monarquía doctrinaria (1877), Estudios filosóficos y políticos (1877), Concepto de la Sociología y sin firma, Minuta de un testamento, publicada y anotada por W... (1876). También: El régimen parlamentario en la práctica (1885) [Reediciones en 1931 y 1978].

## Premio Gumersindo de Azcárate
Existe un Premio Gumersindo de Azcárate, creado por el Colegio de Registradores, y que ha sido concedido, en años sucesivos, a Enrique Múgica, Luis Díez-Picazo, Mario Vargas Llosa y el expresidente de Brasil Fernando Cardoso.